# یواس‌آرسی ویجیلنت (۱۷۹۷)
یواس‌آرسی ویجیلنت (۱۷۹۷) (به انگلیسی: USRC Vigilant (1797)) یک کشتی است. این کشتی در سال ۱۷۹۷ ساخته شد.